# Boronia barrettiorum
Boronia barrettiorum är en vinruteväxtart som beskrevs av Duretto. Boronia barrettiorum ingår i släktet Boronia och familjen vinruteväxter. Inga underarter finns listade i Catalogue of Life.